# Crystal Kelly
Crystal Cymone Kelly (Louisville, 15 settembre 1986) è un'ex cestista e allenatrice di pallacanestro statunitense, professionista nella WNBA.

## Carriera
È stata selezionata dalle Houston Comets al terzo giro del Draft WNBA 2008 (31ª scelta assoluta).
Nella stagione 2019-20 è stata vice-allenatore della Tennessee Technological University.
Dal luglio 2020 è vice-allenatore della Bellarmine University.